# Клетневание

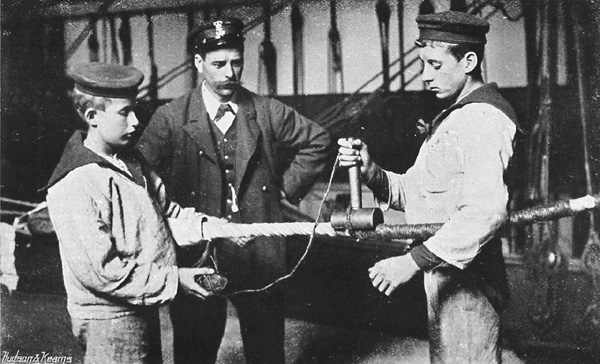
Клетневание

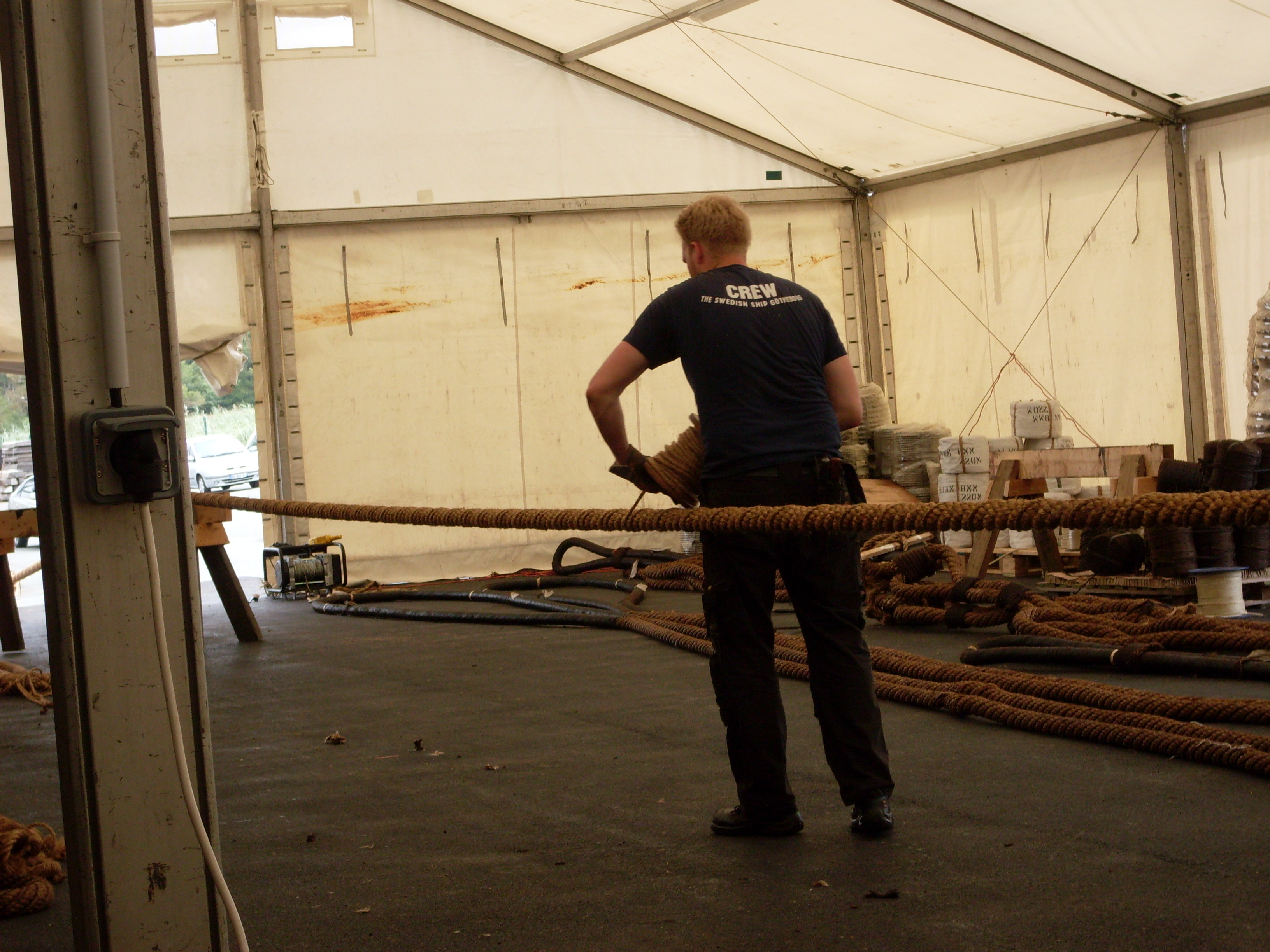
Тренцевание

Клетневание — особый вид такелажной работы, заключающийся в следующем — на тренцованный и насмоленный трос кладут клетневину (старую парусину, нарезанную длинными узкими полосами) по спуску троса так, чтобы каждый её шаг перекрывал следующий. Покрыв таким образом весь трос клетневиной и укрепив её концы, приступают к наложению клетня (шкимушгар, тонкий линь или проволока) вокруг троса, против его спуска, с помощью полумушкеля.
Данный вид работ применяют для предохранению его от перетирания и вредного воздействия влаги.